# Finmarken
Finmarken — залізокам'яний метеорит масою 77500 грам.